# 李從宜
李從宜（1527年—？），字宗賢，號義斋，直隸大名府開州長垣縣人，民籍，明朝政治人物。

## 生平
嘉靖三十一年（1552年）壬子科順天府鄉試第一百二十三名舉人。嘉靖三十二年（1553年）聯捷癸丑科會試第三百九十四名，三甲第四十三名進士。户部观政，授山东历城知县，升户部主事。

## 家族
曾祖李泰；祖父李塤，訓導；父李體，行人。母陳氏。兄李本然、弟李從衆。